# San Juan Bautista Valle Nacional (kommun)
San Juan Bautista Valle Nacional är en kommun i Mexiko.   Den ligger i delstaten Oaxaca, i den sydöstra delen av landet, 300 km sydost om huvudstaden Mexico City.
Följande samhällen finns i San Juan Bautista Valle Nacional:
- San Juan Bautista Valle Nacional
- Cerro Armadillo Grande
- Santa Fe y la Mar
- La Rinconada
- Cerro Marín
- San Isidro Chinantilla
- La Gran Lucha
- San Cristóbal la Vega
- San Lucas Arroyo Palomo
- Santiago Progreso
- San Antonio Ocote
- San Felipe de León
- Loma San Rafael
- Colonia Nuevo Valle Real
- El Castillo
- Arroyo Colorado
- Rancho Ojote
- Tres Marías
- La Nueva Esperanza
- Monte Negro
- Arroyo Tortuga
- Cerro Mirador
- Rancho Cafetal
- Cerro Cangrejo
- La Trinidad
- Las Palmeras
- San Isidro Laguna
- Loma Santa Fe
- Rancho Grande
- Nuevo Palantla